# Emily Osment
Emily Jordan Osment, ameriška filmska in televizijska igralka, pevka ter tekstopiska, * 10. marec 1992, Los Angeles, Kalifornija, Združene države Amerike.
Po mnogih filmskih in televizijskih projetkih, katerih članica je bila v otroštvu, je Emily Osment dobila vlogo v filmih Mali vohuni 2 - otok izgubljenih sanj in Mali vohuni 3-D: Konec igre, kjer je igrala Gerti Giggles. S tema filmoma je doživela preboj in bila nominirana za mnoge nagrade. Imela je stransko vlogo v z Emmyjem nagrajeni Disneyjevi televizijski seriji Hannah Montana, kjer je igrala Lilly Truscott. Po seriji so posneli tudi televizijski film, Hannah Montana: The Movie, v katerem je igrala tudi ona. Kot Cassie je igrala tudi v R. L. Stineovem filmu The Haunting Hour Volume One: Don't Think About It in igrala glavno vlogo, vlogo Melisse Morris v televizijskem filmu Ugrabljen očka.
Emily Osment se je s pesmimi "I Don't Think About It," "If I Didn't Have You" (ki jo je zapela skupaj s svojim sodelavcem iz televizijske serije Hannah Montana, Mitchellom Mussom) in "Once Upon a Dream" uveljavila tudi v glasbeni industriji. Njene zvrsti so predvsem alternativni in indie rock ter pop.
Trenutno snema svoj prvi glasbeni album, ki bo vseboval tudi nekaj pesmi, ki jih je napisala sama, izid albuma pa je načrtovan v marcu 2010. Izdala ga bo založba Wind-up Records. Med delanjem albuma je Emily Osment sodelovala s Tomom Higgensonom iz Plain White T's in Maxom Collinsom ter Tonyjem Fagensonom iz Eve 6. Prvi singl iz albuma, "All the Way Up," je izšel 14. avgusta 2009 na Radio Disneyju.

## Zgodnje življenje
Emily Jordan Osment se je rodila 10. marca 1992 v Los Angelesu, Kalifornija, Združene države Amerike očetu igralcu Michaelu Eugeneu Osmentu in mami Theresi Osment (roj. Seifert), ki je po poklicu učiteljica angleščine. Njen oče je igral v filmu Soccer Mom, s katerim je zaslovela Emily. Njen starejši brat je z Oskarjem nominiran igralec Haley Joel Osment. Emily so vzgajali v duhu katoliške vere. Šolala se je na šoli Flintridge Preparatory School v La Cañada, Kalifornija, trenutno pa obiskuje privatnega mentorja.

## Kariera

### Zgodnja leta
Emily Osment se je s filmsko industrijo prvič srečala leta 1998, ko je igrala v reklami za podjetje FTD, ki dostavlja rože. Od takrat dalje je igrala še v mnogih drugih reklamah, potem pa je leta 1999 posnela svoj prvi film, The Secret Life of Girls, v katerem je igrala z Eugeneom Levyjem in Lindo Hamliton. V istem letu je poleg Glenna Closea igrala v Hallmarkovemu filmu Sarah, Plain and Tall: Winter's End, s katerim si je prislužila prvo nominacijo za nagrado Young Artist Award.  Od takrat je dobila še mnogo drugih filmskih vlog in se pojavila v televizijskih serijah, kot so Prijatelji, Tretji kamen od sonca in Dotik angela.

### 2002–2006
Leta 2002 je Emily Osment dobila vlogo Gerti Giggles v filmu Mali vohuni - otok izgubljenih sanj, ki je skupno zaslužil več kot 119 milijonov ameriških dolarjev in zaradi katerega je Emily Osment dobila svojo prvo nagrado Young Artist Award v kategoriji za "najboljši nastop v filmu". Leta 2003 je svojo vlogo ponovno odigrala v tretjem in zadnjem delu franšize Mali vohuni, v filmu Mali vohuni 3-D: Konec igre, ki je zaslužil več kot 197 milijonov dolarjev.
Leta 2006 je Emily Osment dobila vlogo Lilly Truscott v Disneyjevi televizijski seriji Hannah Montana. Serija je doživela rekordno premiero Disney Channela, saj jo je, ko se je prvič predvajala, gledalo kar 5.4 milijonov gledalcev. Po mnenju vodje založbe Disney Channel Entertainment je odziv "presegal naša najbolj divja pričakovanja". Leta 2007 je serija Emily Osment prislužila nominacijo za nagrado Young Artist Award v kategoriji za "najboljši nastop v dramatični ali komični televizijski seriji". Pojavila se je tudi v promociji serije, "Hannah Montana's Backstage Secrets," kjer je igrala Lolo. Poleg tega je Emily Osment pomagala oblikovati nekaj kosov oblačil iz kolekcije oblačil Hannah Montana, ki je kasneje izšla poleti leta 2006.
25. decembra 2006 je Emily Osment gostila Walt Disney World Christmas Day Parade skupaj s sodelavcem iz televizijske serije Hannah Montana, Mitchelom Mussom. Na paradi so nastopili zvezdniki, kot so Miley Cyrus in igralska ekipa filma Srednješolski muzikal. Musso in Osmentova sta tudi nastopila s skečem, ki je temeljil na epizodi serije Hannah Montana. Emily Osment je imela tudi glasovno vlogo v animiranem filmuHolidaze: The Christmas That Almost Didn't Happen, v katerem so igrale tudi Disneyjeve zvezde, kot so Brenda Song ter Dylan in Cole Sprouse. Za film je Emily Osment med drugim zapela tudi pesmi "Don't Ya Just Love Christmas" in "One Day."

### 2007–danes
Emily Osment je imela manjšo glasovno vlogo v Disneyjevem televizijskemu filmu Lilo & Stitch 2: Stitch Has a Glitch in v filmu Edward Fubbwupper Fibbed Big. Igrala je tudi v filmu R. L. Stinea z naslovom The Haunting Hour Volume One: Don't Think About It. (v katerem je igral tudi njen soigralec iz televizijske serije Hannah Montana, Cody Linley). S filmom si je prislužila še eno nominacijo za nagrado Young Artist Award, tokrat v kategoriji za "najboljši nastop glavne igralke v televizijskem filmu ali miniseriji". Leta 2007 se je kot Kelly in visoko dekle pojavila v televizijski seriji Shorty McShorts' Shorts.
Sodeč po intervjuju, ki so ga izvedli v zaodrju podelitve nagrad Grammy, je Emily Osment leta 2008 začela s snemanjem filma Soccer Mom. V aprilu tistega leta sta jo reviji Parade in Forbes postavili na prvo mesto njunega seznama Najboljših otroških zvezd, vrednih ogleda. Emily Osment je igrala tudi v Disneyjevem filmu Ugrabljen očka, ki je premiero doživel v februarju 2009.
Leta 2009 je Emily Osment posnela film Hannah Montana: The Movie, ki je temeljil na televizijski seriji Hannah Montana. Trenutno snema četrto in hkrati tudi zadnjo sezono televizijske serije Hannah Montana, ki se na Disney Channelu predvaja od 18. januarja 2010 dalje.

## Glasbena kariera
Emily Osment je pela v ozadju za pesem "You've Got a Friend" Billyja Rayja Cyrusa iz njegovega glasbenega albuma Home at Last, ki je izšel leta 2007. Posnela je tudi singl "I Don't Think About It" za album The Haunting Hour Volume One, ki ga je izdala založba Hatchery. Za pesem so posneli tudi videospot.
Skupaj z Mitchelom Mussom je posnela pesem "If I Didn't Have You", ki je bila izdana v albumu DisneyMania 6. Pesem je produciral Bryan Todd, Musso in Osmentova pa sta zanjo posnela tudi videospot. Kasneje je Emily Osment posnela pesem skupaj z "The Disney Channel Circle Of Stars", ki je izšla leta 2008. Posnela je tudi pesem "Once Upon a Dream", ki je 12. septembra 2008 izšla na Disney Channelu. Za film Ugrabljen očka je posnela pesem "Hero in Me", ki je kasneje, 9. junija 2009, izšla tudi na Disney Channel Playlist.
Sodeč po intervjuju z Emily v zaodrju na podelitvi Grammyjev leta 2008 je takrat snemala pesem skupaj z glasbeno skupino Eve 6. Leta 2008 je v intervjuju z Half Taft Blue dejala, da dela na EP-ju, ki ga je poimenovala All the Right Wrongs in da je zvrst na njem popolnoma drugačna od popa na Disneyju. V glavnem je vseboval indie rock in EP je 27. oktobra 2009 izdala založba Wind-up Records.
Emily Osment je svojo glasbo opisala kot "zagotovo pop, vendar s pridihom alternativnega rocka. Sodelovala je z glasbenimi ustvarjalci, kot so Tom Higgenson, Max Collins in Tony Fagenson. 18. septembra 2009 je Emily Osment potrdila, da bo njen EP predstavljen prek njene strani na Twitterju.

### I Don't Think About It
Pesem I Don't Think About je bila posneta v sodelovanju z RL Stineom za film The Haunting Hour: Don't Think About It in postala uspešnica Radia Disney v juliju 2009. Osmentova je za pesem posnela tudi videospot, ki je izšel na DVD-ju The Haunting Hour: Don't Think About It.
Videospot pokaže tudi Emily Osment, kako snema pesem v snemalnem studiu. Med videospotom so tudi scene, kjer Emily poje z odštekanimi animacijami v ozadju. Nekaj ostalih prizorov pokaže odlomke iz filma The Haunting Hour: Don't Think About It. Videospot pokaže tudi del snemanja filma in nekatere videe, ki so jih posneli na domu Emily Osment.

## Dobrodelna dela
Emily Osment je podpisala pogodbo z CosmoGIRL! za voditeljico dobrodelne dražbe. Leta 2007 je oblikovala linijo majic za 2lovecollection.com, katere dobiček je odšel v Make-a-Wish Foundation, v dobrodelne namene.
Zgodaj leta 2008 je Emily Osment sodelovala z Disneyjevo prireditvijo "Earth Day," kjer je skupaj z ostalimi zvezdami Disney Channela in člani TreePeople otroke poskušala poučiti, kako varovati okolje z majhnimi spremembami načina življenja.

## Podjetništvo
Istega leta je Emily Osment podpisala pogodbo, v kateri je obljubljala, da se bo pojavila na kampanji "Smart Girls Rock" za brand Vanilla Star. "To je nova linija oblačil za dekleta, v kateri so dekliška oblačila iz jeansa s pridihom punka." Na kampanji je nastopala s svojo pesmijo "I Don't Think About It", ki jo je zapela tudi v reklami za linijo.
Kasneje tistega poletja je izšla kolekcija oblačil, imenovana Hannah Montana. Osmentova je pomagala oblikovati nekatere dele kolekcije. Na nekaterih delih kolekcije je bila tudi njena slika, tako kot na ostalih promocijskih predmetih za serijo Hannah Montana.

## Zasebno življenje
Emily Osment je zelo dobra prijateljica s sodelavcema iz televizijske serije Hannah Montana, Mitchellom Mussom in Miley Cyrus. Med intervjujem na televizijski oddaji The View je omenila, da so njeni najljubši romani romani iz serije Somrak pisateljice Stephenie Meyer. Skupaj s svojim bratom je sodelovala pri deseti obletnici prireditve Annual Michael Douglas & Friends Celebrity Golf Event. Sama pravi, da se zgleduje po Audrey Hepburn in da je velika oboževalka filma Breakfast at Tiffany's, v intervjuju z Eggplante.com pa je potrdila, da kljub temu, da je velika oboževalka Audrey Hepburn, še nikoli ni videla nobenega njenega filma, razen Breakfast at Tiffany's. V istem intervjuju je povedala tudi, da je imela kar nekaj let dolgoročno in zapleteno razmerje z nekom, ki jo je navdihnil za pisanje več pesmi, med drugim tudi za "You Are the Only One" iz njenega EP-ja All the Right Wrongs. Emily Osment je zapustila javno šolo in si najela privatnega mentorja.

## Filmografija
| Filmi                        | Filmi                                              | Filmi                          | Filmi                                             |
| Leto                         | Naslov                                             | Vloga                          | Opombe                                            |
| ---------------------------- | -------------------------------------------------- | ------------------------------ | ------------------------------------------------- |
| 2009                         | Hannah Montana: The Movie                          | Lilly Truscott                 | Glavna vloga                                      |
| 2009                         | Soccer Mom                                         | Becca                          | Glavna vloga                                      |
| 2009                         | Ugrabljen očka                                     | Melissa Morris                 | Televizijski film, glavna vloga                   |
| 2007                         | The Haunting Hour Volume One: Don't Think About It | Cassie Keller                  | Televizijski film, glavna vloga                   |
| 2006                         | Holidaze: The Christmas That Almost Didn't Happen  | Trick (glas)                   |                                                   |
| 2005                         | Lilo & Stitch 2: Stitch Has a Glitch               | Glasovi                        | Film                                              |
| 2003                         | Mali vohuni 3-D: Konec igre                        | Gerti Giggles                  | Film                                              |
| 2002                         | Mali vohuni - otok izgubljenih sanj                | Gerti Giggles                  | Film                                              |
| 2000                         | Edward Fubbwupper Fibbed Big                       | Glas                           | Film                                              |
| 1999                         | Sarah, Plain and Tall: Winter's End                | Cassie Witting                 | Film                                              |
| 1999                         | The Secret Life of Girls                           | Miranda Aiken                  | Film                                              |
| Televizija                   |                                                    |                                |                                                   |
| Leto                         | Naslov                                             | Vloga                          | Opombe                                            |
| 2006 - 2010                  | Hannah Montana                                     | Lilly Truscott/Lola Luftnangle | Glavna vloga/serija se predvaja od 24. marca 2006 |
| Stranski televizijski pojavi |                                                    |                                |                                                   |
| Leto                         | Naslov                                             | Vloga                          | Opombe                                            |
| 2009                         | Paglavca na krovu                                  | Lola Luftnagle                 |                                                   |
| 2006                         | SoapTalk                                           | Ona                            | Gost                                              |
| 2001                         | Prijatelji                                         | Lelani Mayolanofavich          | The One with the Halloween Party                  |
| 2000                         | Dotik angela                                       | Alyssa                         | With God as My Witness                            |
| 1999                         | Tretji kamen od sonca                              | Dahlia                         | Dick, Who's Coming to Dinner                      |
| 1999                         | Cast and Crew                                      | Ona                            |                                                   |

## Diskografija

### Glasbeni albumi
| Leto | Detajli                                                        |
| ---- | -------------------------------------------------------------- |
| 2010 | TBA - Izid: 9. marec 2010 (pogojno) - Založba: Wind-up Records |

### EP-ji
| Leto | Detajli                                                                  |
| ---- | ------------------------------------------------------------------------ |
| 2009 | All the Right Wrongs - Izid: 27. oktober 2009 - Založba: Wind-up Records |

### Singli
| 2009                                                   | "All the Way Up"                                    | —   | 76 | All the Right Wrongs       |
| 2010                                                   | "You Are The Only One"                              | —   | —  | All the Right Wrongs       |
| Promocijski singli                                     |                                                     |     |    |                            |
| 2007                                                   | "I Don't Think About It"                            | —   | —  | Radio Disney Jams, Vol. 10 |
| 2008                                                   | "If I Didn't Have You" (skupaj z Mitchellom Mussom) | 110 | —  | DisneyMania 6              |
| 2009                                                   | "Run Rudolph, Run"                                  | —   | —  |                            |
| " — " pomeni, da se singl sploh ni uvrstil na lestvico |                                                     |     |    |                            |

## Videospoti
| Leto | Naslov                                              | Album                                              |
| ---- | --------------------------------------------------- | -------------------------------------------------- |
| 2007 | "I Don't Think About It"                            | The Haunting Hour Volume One: Don't Think About It |
| 2008 | "If I Didn't Have You" (skupaj z Mitchellom Mussom) | DisneyMania 6                                      |
| 2008 | "Once Upon a Dream"                                 | Princess DisneyMania                               |
| 2009 | "Hero In Me"                                        | Disney Channel Playlist                            |
| 2009 | "All the Way Up"                                    | All the Right Wrongs                               |
| 2009 | "Midnight Romeo"                                    | Midnight Romeo                                     |

## Nagrade in nominacije
| Leto | Rezultat   | Nagrada               | Kategorija                                                                            | Delo                                    |
| ---- | ---------- | --------------------- | ------------------------------------------------------------------------------------- | --------------------------------------- |
| 1999 | Nominirana | Young Artist Award    | Najboljši nastop v televizijskemu filmu - mlada igralka v starosti deset let ali manj | Sarah, Plain and Tall: Winter's End     |
| 2003 | Nominirana | Young Artist Award    | Najboljši nastop v filmu - mlada igralka v starosti deset let ali manj                | Mali vohuni 2 - otok izgubljenih sanj   |
| 2003 | Nominirana | Young Artist Award    | Najboljša mlada igralska ekipa v filmu                                                | Mali vohuni 2 - otok izgubljenih sanj   |
| 2008 | Nominirana | Young Artist Award    | Najboljša mlada igralska ekipa v televizijskis seriji                                 | Hannah Montana                          |
| 2008 | Nominirana | Young Artist Award    | Najboljši nastop glavne igralke v televizijskem filmu ali miniseriji                  | The Haunting Hour: Don't Think About It |
| 2009 | Nominirana | Teen Choice Awards    | Najboljši novi filmski obraz                                                          | Hannah Montana: The Movie               |
| 2009 | Dobila     | Teen Choice Awards    |                                                                                       | Hannah Montana                          |
| 2010 | Nominirana | People's Choice Award | Najboljši preboj filmske igralke                                                      |                                         |